# 藤田忠 (評論家)
藤田 忠（ふじた ただし、1931年（昭和6年）5月6日 - ）は、日本の経営学者、ビジネス評論家。元国際基督教大学教授。
日本経営数学学会会長、日本交渉学会会長、ライシャワー大学院大学設立準備委員会代表、日本交渉協会理事長等を歴任。

## 経歴
青森県生まれ。1958年一橋大学商学部卒。1964年同大学院博士課程満期退学。指導教官は久武雅夫教授（のちに国際基督教大学学長）。
1964年神奈川大学経済学部助教授、1968年国際基督教大学教養学部教授。1997年国際基督教大学退職、東京国際大学商学部教授。指導学生に各務洋子駒澤大学学長などがいる。
1973年から74年までハーバード大学燕京研究所で客員研究員で務め、帰国後ハーバード・ビジネス・スクールで出会ったハーバード流交渉術を日本で紹介。「交渉学」を唱えた。
アテネオ・デ・ マニラ大学日本研究所長兼客員教授、日本経営数学学会会長、日本交渉学会会長、ライシャワー大学院大学設立準備委員会代表、特定非営利活動法人日本交渉協会理事長、一般社団法人ライシャワー・アカデミー代表理事、日本交渉学会名誉会長等を歴任した。

## 著書
- 『経営意志決定の分析 ベイズ決定理論とその実践応用』中央経済社 1972
- 『交渉力の時代』PHP研究所 1979　のち文庫
- 『脅しの理論 すばやく決断し、たくみに人を動かす』光文社カッパ・ビジネス　1980
- 『幕末の交渉学』プレジデント社　1981
- 『決断の行動学 人間・組織の運命を左右する"決断"の構造を説く!』日本文芸社　1982
- 『破壊の理論 問題の核心をつかみ,大胆に動く』光文社カッパ・ビジネス　1982
- 『撤退から反撃への道 企業闘争の論理』ベストセラーズ　ワニの本 1983
- 『人材の条件 大きい人できる人』日本生産性本部　1984
- 『徳川家康のリーダーシップ』日本生産性本部　1984
- 『ほめて育てる やる気にさせる人間教育』講談社オレンジバックス　1984
- 『勝つための謀略学 闘争・交渉に次ぐ第3の戦術』現代書林　1986
- 『ビジネス西洋名言集 仕事と人生に閃光を与える一〇〇の知恵』永岡書店　1986
- 『「一体感」の研究 人がついてくる人間学・組織学 武田信玄の知恵「甲陽軍鑑」を読む』かんき出版　1987
- 『誰も説けなかった調整力 ’90年代型リーダーの条件』情報センター出版局 1988
- 『交渉力研究』1-2　プレジデント社 1990
- 『交渉の原理・原則 成功させたいあなたのための』総合法令 原理・原則シリーズ　1992
- 『交渉のうまい人、へたな人』三笠書房 知的生きかた文庫 1998

### 共編著
- 『経営シミュレーション 意思決定能力の開発のために』編著 中央経済社 1970
- 『交渉力 攻撃と譲歩の研究』編著 プレジデント社 1980
- 『10億円ヒット商品開発講座 10億円商品はこうすればできる』野口重夫,石井重三共著 青年書館 1986
- 『ペリーの対日交渉記』編著 日本能率協会マネジメントセンター 1994
- 『意思決定科学』熊田聖共著 泉文堂 1996
- 『せんせいの目』片山絢子共著 泉文堂 1998
- 『心理戦に負けない極意 交渉にゼッタイ強くなる!』安藤雅旺共著 PHP研究所 2009

### 翻訳
- B.T.ホールデン編著『OR解析入門』河村良吉,松尾博共訳 春秋社 1965
- フィリップ・M.モース, ローラ・W.ベーコン共編『計量行政学 公共システムのためのOR』藤沢袈裟利,松行康夫共訳 鹿島研究所出版会 1972
- ローランド・I・ロビンソン, ロバート・W・ジョンソン『プログラム学習による財務管理入門』学習研究社 1976
- G.H.ホフステイド『予算統制の行動科学』監訳 ダイヤモンド社 1976
- フレデリック・T.ニッカバッカー『多国籍企業の経済理論』東洋経済新報社 1978
- ハーベイ・L.ルーベン『闘争力 競争人生に負けない生きかた 決定版』三笠書房 1981
- ウイリアム・A.ラッシャー『論争に弱い奴は出世しない 自分を認めさせる高等戦術』ベストセラーズ ワニの本 1982
- ジェームズ・L.マッケニー『情報革命と経営革新』前田雅弘共訳 産能大学出版部 1997
- R.J.レビスキー, D.M.サンダーズ, J.W.ミントン『交渉学教科書 今を生きる術』監訳 各務洋子,熊田聖, 篠原美登里訳 文眞堂 1998